# Tilman Sauer
Tilman Sauer (* 1963) ist ein deutscher Wissenschaftshistoriker.
Sauer machte 1990 sein Physikdiplom an der FU Berlin und wurde dort 1994 in theoretischer Physik promoviert. 1994 bis 1996 war er am Max-Planck-Institut für Wissenschaftsgeschichte in Berlin tätig. 1997 bis 1999 war er Mitarbeiter der Hilbert-Edition an der Universität Göttingen. 1999 bis 2001 war er Assistent am Institut für Wissenschaftsgeschichte der Universität Bern, an der er sich 1998 in Wissenschaftsgeschichte habilitierte. Er war seit 2001 Senior Research Associate in der Fakultät für Geschichte am Caltech. 2010/2011 war er als Privatdozent Lehrstuhlvertreter für Wissenschaftsgeschichte an der Universität Bern. Seit 2015 ist er Professor an der Universität Mainz.
Sauer befasst sich mit der Geschichte der Allgemeinen Relativitätstheorie (AR), dem wissenschaftlichen Werk von Albert Einstein und ist (ab Band 9) Mitherausgeber der Gesammelten Werke von Einstein (Einstein Paper Project). Insbesondere bearbeitet er dort die wissenschaftlichen Manuskripte zur AR und vereinheitlichten Feldtheorie. Insbesondere untersuchte er und gab mit Jürgen Renn Einsteins Zürcher Notizbuch von 1912 heraus, das für die Entstehungsgeschichte der AR wichtig ist. Unter anderem fanden sie, dass Einstein schon damals (1912) seine Ideen zum Gravitationslinseneffekt entwickelt hatte, die er erst 1936 publizierte.
Sauer forschte auch zu David Hilberts Beiträgen zur Frühgeschichte der AR und dem Prioritätsstreit Hilbert-Einstein und Hilberts Programm zu den Grundlagen der Physik. Im Prioritätsstreit geht es unter anderem um die Frage, was auf einer fehlenden Seite eines Fahnenabzugs von Hilberts Aufsatz steht – Sauer ist der Meinung, dass dort noch nicht die vollständigen einsteinschen Feldgleichungen standen.
Weiter beschäftigte Sauer sich u. a. mit Richard Feynman und der Entwicklung der Theorie der Pfadintegrale.

## Schriften
- mit Hubert Goenner, Jürgen Renn, J. Ritter (Herausgeber): The Expanding Worlds of General Relativity, Einstein Studies Band 7, Birkhäuser 1998 (darin von Sauer mit Renn: Heuristics and Mathematical Representation in Einstein’s Search for a Gravitational Field Equation)
- mit Michael Janssen, John D. Norton, Jürgen Renn, John Stachel: The Genesis of General Relativity, Band 1 Einstein’s Zürich Notebook. Introduction and Source. Band 2 Einstein’s Zürich Notebook. Commentary and Essays. Springer Verlag, 2007 (darin von Sauer: Pathways out of Classical Physics. Einstein’s Double Strategy in his Search for the Gravitational Field Equation)
- mit Ulrich Majer (Herausgeber): David Hilbert’s Lectures on the Foundations of Physics 1915–1927: relativity, quantum theory and epistemology, Springer Verlag 2009
- Albert Einstein’s 1916 Review Article on General Relativity, in Ivor Grattan-Guinness (Hrsg.) Landmark writings in Western Mathematics 1640-1940, Arxiv
- mit Renn: Einsteins Züricher Notizbuch: die Entdeckung der Feldgleichungen der Gravitation im Jahre 1912, Physikalische Blätter, Band 52, 1996, S. 865–872
- mit Renn: Einsteins Züricher Notizbuch, Preprint MPI Wissenschaftsgeschichte, Berlin
- mit Renn: Errors and insights: reconstructing the genesis of general relativity from Einstein’s Zürich notebook, in: Frederic Lawrence Holmes, Renn, Hans-Jörg Rheinberger (Hrsg.) Reworking the bench. Research notebooks in the history of science, Kluwer 2003, S. 253–268